# Reimond Manco
Reimond Orángel Manco Albarracín (* 23. August 1990 in Lima) ist ein peruanischer Fußballspieler, der neben der peruanischen auch die Staatsangehörigkeit Venezuelas besitzt. 

## Karriere

### Leben
Manco kommt aus ärmlichen Verhältnissen und wuchs in den Armutsvierteln Limas auf. Im Alter von zwei Jahren ging er mit seinen Eltern nach Venezuela. Die Familie erhoffte sich, dort ihren finanziellen Problemen entgegenwirken zu können. Mit acht Jahren kehrten sie wieder zurück in die alte Heimat. Zwischen dem Alter von 13 und 15 Jahren wohnte er ein zweites Mal in Venezuela. Aus diesem Grund besitzt er neben der peruanischen auch venezolanische Staatsangehörigkeit.

### Alianza Lima
Als Kind spielte Manco für die „Academia Cantolao“. Mit dieser nahm er an nationalen und internationalen Fußballturnieren teil. In Europa konnte er schon in frühen Jahren den Gothia Cup gewinnen. Sein Talent blieb den Scouts der peruanischen Erstligamannschaften nicht verborgen. So kam er in die Nachwuchsabteilung des Alianza Lima.
Bereits mit 16 Jahren gehörte Manco zum Profikader von Alianza Lima. Zuvor spielte er bereits für die U-17 und U-20 des Vereins. Am 7. April 2007 gab er beim 2:0-Sieg gegen Alianza Atlético sein Debüt für den Verein, als er in der 86. Minute eingewechselt wurde. Am 30. August des gleichen Jahres wurde der Chilene Miguel Ángel Arrué neuer Trainer der Mannschaft. Dieser hielt viel vom Youngstar und ließ ihn kurz nach seiner Amtsübernahme in einem Freundschaftsspiel als Mannschaftskapitän auflaufen. Im Ligaspielbetrieb setzte Arrué den jungen Spieler meist als Joker ein und baute ihn behutsam auf. Gegen Club Deportivo Universidad San Martín de Porres am 31. Oktober 2007 stand Manco das erste Mal bei einem Pflichtspiel in der Startelf. Durch seine vielen Tempodribblings stiftete er gerade bei Einwechselungen viel Verwirrung in der gegnerischen Hintermannschaft und verhalf dadurch dem eigenen Team zu wichtigen Siegen. Sein Talent blieb auch den Spähern internationaler Topteams nicht verborgen und Manco wurde mit Vereinen wie Werder Bremen, Real Madrid, Inter Mailand, Manchester United, FC Chelsea, PSV Eindhoven, FC Liverpool und FC Barcelona in Verbindung gebracht.

### PSV Eindhoven
Im Sommer 2008 entschied er sich für einen Wechsel in die Niederlande und er unterzeichnete bei der PSV Eindhoven. Bereits am 10. Februar 2008 wurde der Transfer bekannt gegeben, der das Offensivtalent für fünf Jahre an der Verein band. Am 6. August 2008, in einem Vorbereitungsspiel auf die neue Spielzeit, erzielte Manco gegen Newcastle United seinen ersten Treffer für sein neues Team. In der Liga kam Manco nur unregelmäßig zum Einsatz. Um ihm mehr Spielpraxis zu gewährleisten, entschieden die PSV-Verantwortlichen den Jungspieler während der Winterpause 2008/09 an Ligakonkurrent Willem II Tilburg zu verleihen. Doch auch hier konnte er nur zwei Einsätze verzeichnen. Nach seiner Rückkehr zur PSV verletzte er sich in einem Vorbereitungsspiel schwer. Als er seine Knieverletzung auskuriert hatte, wurde er in der Winterpause 2009/10 an den Verein Juan Aurich in Peru verliehen. Aus der Leihe wurde im Sommer 2010 ein regulärer Transfer.

### Weitere Laufbahn
Beim Verein Juan Aurich wurde er wieder Stammspieler, ehe er Anfang 2011 zu CF Atlante nach Mexiko wechselte. Hier löste er seinen Vertrag nach wenigen Monaten wieder auf. Er war ein paar Monate ohne Klub, ehe er im Oktober 2011 wieder bei Juan Aurich anheuerte. Er gewann mit seiner Mannschaft die Meisterschaft 2011, trug dazu jedoch nur fünf Spiele bei. Anfang 2012 schloss er sich Ligakonkurrent León de Huánuco an. Mitte 2012 nahm ihn der katarische Klub al-Wakrah SC unter Vertrag, verlieh ihn aber schon Anfang 2013 an UTC Cajamarca, das ihn schließlich fest verpflichtete. Anfang 2015 wechselte er erneut zu León de Huánuco, zog aber schon Mitte 2015 zu Alianza Lima weiter. Anfang 2017 heuerte er bei Zamora FC in Venezuela an, kehrte aber schon nach sechs Einsätzen nach Peru zurück. Bei Unión Comercio sicherte er sich einen Stammplatz im Mittelfeld und hielt diesen bis Ende 2018. Anfang 2019 wechselte er innerhalb der Liga zu Real Garcilaso, im Laufe des Jahres weiter zu den Sport Boys. Seit Anfang 2020 spielt er für Escuela Municipal Deportivo Binacional.

## Nationalmannschaft
Da Manco auch den venezolanischen Pass besitzt, spielte er, damals noch in Venezuela wohnhaft, für die die U-15 Venezuelas. Aus diesem Grund trug er nicht schon für die U-17-Weltmeisterschaft 2005 in Peru für sein Geburtsland das Trikot.

### U-17-Nationalmannschaft
2007 wurde Manco von Nationaltrainer Juan José Oré in den U-17-Kader der peruanischen Nationalmannschaft für die U-17-Südamerikameisterschaft berufen. Diese fand vom 4. bis 25. März 2007 in Ecuador statt. Im ersten Spiel traf die Mannschaft auf die Auswahl Brasiliens, die man durch Tore von Manco und Christian La Torre mit 2:1 besiegte. Durch einen weiteren Sieg, einem Unentschieden und einer Niederlage sicherte sich die Mannschaft den Sieg in der Gruppenphase des Turnieres. In der Finalrunde, die ebenfalls im Ligamodus entschieden wurde, traf man auf fünf weitere Konkurrenten. Peru beendete diese auf dem vierten Platz hinter Brasilien, Kolumbien und Argentinien. Im letzten Spiel gegen Argentinien fehlte Manco wegen einer Gelbsperre. Durch ein 1:1 sicherte die Mannschaft den vierten Platz und somit die erste Qualifikation für die U-17-Weltmeisterschaft 2007 seit 30 Jahren. Von der CONMEBOL wurde Manco als bester Spieler des Turniers ausgezeichnet.
Fünf Monate nach der Südamerikameisterschaft stand vom 18. August bis zum 9. September 2007 die U-17-Weltmeisterschaft in Südkorea auf dem Plan. Ungeschlagen und mit guten Leistungen von Manco erreichte man die K.-o.-Runde des Turniers. Im Achtelfinale setzten sich die Peruaner mit 5:4 nach Elfmeterschießen gegen Tadschikistan durch. im Viertelfinale schied man gegen die Mannschaft Ghanas aus. Im offiziellen Turnierbericht wird Manco als dribbelstarker, wendiger Angreifer mit gutem Passspiel und guter Technik hervorgehoben.

### A-Nationalmannschaft
Am 6. Februar 2008 gab Manco sein Debüt für die A-Nationalmannschaft Perus. Beim Spiel gegen Bolivien wurde er in der 62. Minute eingewechselt. Insgesamt kam er bis 2013 in sechs Freundschaftsspielen zum Einsatz.

## Erfolge

### Verein
Juan Aurich
- Peruanischer Meister: 2011

### Individuell
- Bester Spieler bei der U-17-Südamerikameisterschaft: 2007